# ジョバンニ・ダンブロージョ

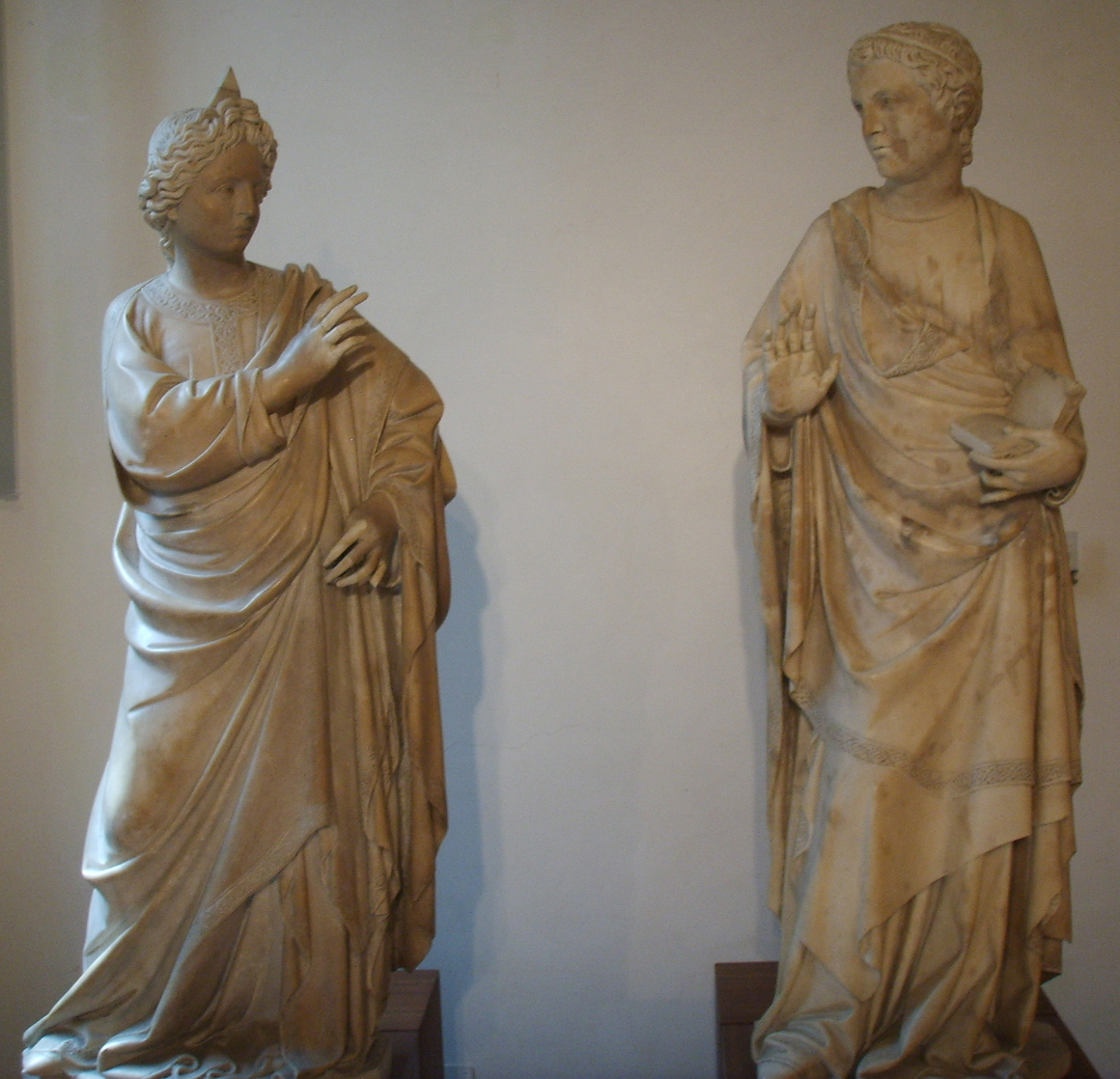

ジョヴァンニ・ダンブロージョ（Giovanni d'Ambrogio, 14世紀中期 - 14世紀後半）は、フィレンツェの彫刻家。
彼についての経歴は、サンタ・マリア・デル・フィオーレ大聖堂北側のマンドルラの門の作成に携わったことのほかは定かではない。